# Gran Premi d'Espanya del 1969
Resultats del Gran Premi d'Espanya de la temporada 1969 disputat al Circuit de Montjuic el 4 de maig del 1969.

## Classificació
| Pos | No | Pilot                | Equip          | Voltes | Temps/ Retirada | Pos. de sortida | Punts |
| --- | -- | -------------------- | -------------- | ------ | --------------- | --------------- | ----- |
| 1   | 7  | Jackie Stewart       | Matra - Ford   | 90     | 2h 16' 54. 0    | 4               | 9     |
| 2   | 6  | Bruce McLaren        | McLaren - Ford | 88     | + 2 Voltes      | 13              | 6     |
| 3   | 8  | Jean-Pierre Beltoise | Matra - Ford   | 87     | + 3 Voltes      | 12              | 4     |
| 4   | 5  | Denny Hulme          | McLaren - Ford | 87     | + 3 Voltes      | 8               | 3     |
| 5   | 14 | John Surtees         | BRM            | 84     | + 6 Voltes      | 9               | 2     |
| 6   | 4  | Jacky Ickx           | Brabham - Ford | 83     | + 7 Voltes      | 7               | 1     |
| Ret | 9  | Pedro Rodríguez      | BRM            | 73     | Motor           | 14              |       |
| Ret | 15 | Chris Amon           | Ferrari        | 56     | Motor           | 2               |       |
| Ret | 3  | Jack Brabham         | Brabham - Ford | 51     | Motor           | 5               |       |
| Ret | 10 | Jo Siffert           | Lotus - Ford   | 30     | Pèrdua d'oli    | 6               |       |
| Ret | 2  | Jochen Rindt         | Lotus - Ford   | 19     | Accident        | 1               |       |
| Ret | 11 | Piers Courage        | Brabham - Ford | 18     | Motor           | 11              |       |
| Ret | 2  | Graham Hill          | Lotus - Ford   | 8      | Accident        | 3               |       |
| Ret | 12 | Jackie Oliver        | BRM            | 1      | Tub. de oli     | 10              |       |

## Altres
- Pole: Jochen Rindt 1' 25. 7

- Volta ràpida: Jochen Rindt 1' 28. 3 (a la volta 15)